# W.A.V. Tartlétos
De Wageningse AtletiekVereniging Tartlétos is de studentenatletiekvereniging van Wageningen. De vereniging is aangesloten bij de Atletiekunie.
Tartlétos werd opgericht in 1974. Samen met de leden van AV Pallas ’67 deelt de vereniging de atletiekbaan van het Universitair Sportcomplex ‘de Bongerd’ van de Wageningen Universiteit. In de zomer van 2006 is de oude sintelbaan vervangen door een moderne blauwe kunststof atletiekbaan.
Een van de onderdelen van de atletiekvereniging is hardlopen, maar ook worden technische onderdelen beoefend, zoals speerwerpen, horden, de springnummers, enzovoort. 
WAV Tartlétos heeft in de loop der jaren een goede reputatie opgebouwd. Zo heeft de club nog steeds het Nederlands record op de 4 x 1500 m bij mannen (Frank Wiegman, Henk Gommer, Simon Vroemen en Casper Vroemen) in handen.
Het laatste Nederlandse kampioenschap voor de club werd behaald door Ate van der Burgt op de 1500 m indoor in 2011.

## Bekende (oud-)leden
- Ate van der Burgt (1978), middellangeafstandsloper
- Henk Gommer (1962), middellange- en langeafstandsloper
- Wilma van Onna (1965), langeafstandsloper
- Katja Staartjes (1963), bergbeklimmer en langeafstandsloper
- Simon Vroemen (1969), atleet

Aqua (zeilen) · Aquifer (zwemmen) · Argo (roeien) · Centauri (handbal) · Débaldérin (korfbal) · De Grondleggers (vechtsporten) · Ibex (klimmen) · Hipac St. Joris (paardrijden) · De Lobbers (badminton) · Pila Ictus (waterpolo) · De Schermutselaers (schermen) · Sphinx (basketbal) · Split (turnen) · Stick Together (unihockey) · De Stuiterd (tafeltennis) · Tartlétos (atletiek) · WAF (frisbee) · WaHo (volleybal) · Walhalla (tennis)